# Trichothurgus aterrimus
Trichothurgus aterrimus är en biart som först beskrevs av Cockerell 1914.  Trichothurgus aterrimus ingår i släktet Trichothurgus och familjen buksamlarbin. Inga underarter finns listade i Catalogue of Life.